# نبرد کاواساکی
نبرد کاواساکی (انگلیسی: Battle of Kawasaki) اولین نبرد از جنگ نه ساله‌ای بنام جنگ زنکونن بود. این نبرد بین خاندان آبه به رهبری آبه نو ساداتو و خاندان میناموتو در دوره هی‌آن رخ داد.